# Johann Raue

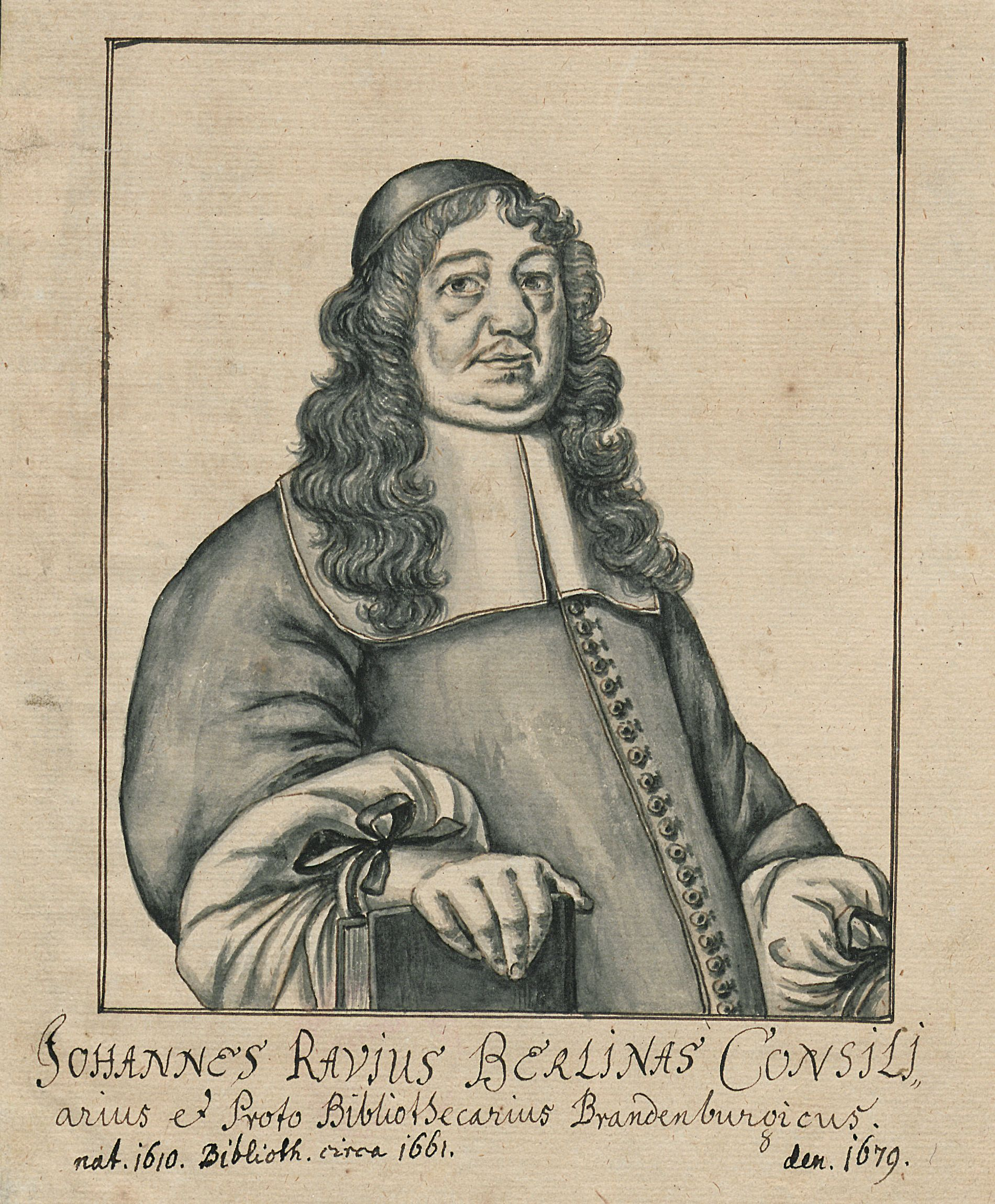
Johannes Raue (1610–1679)

Johann Raue (auch: Ravius; * 1610 in Berlin; † November 1679) war der erste Bibliothekar der „churfürstlichen Bibliothek zu Cölln an der Spree“, der späteren Staatsbibliothek zu Berlin; Professor am Joachimsthalschen Gymnasium in Berlin und Schulinspektor der Mark Brandenburg.

## Leben
Wie sein jüngerer Bruder Christian Raue besuchte Johann Raue das Berlinische Gymnasium zum Grauen Kloster, ab 1629 war er Student der Philosophie und Theologie in Wittenberg (Magister 1631). Danach ging er nach Erfurt, wo er 1634 Professor für Geschichte und Eloquenz wurde, und bald darauf nach Rostock, wo er den lateinischen und theologischen Unterricht zu reformieren versuchte. Vor den darauf folgenden Anfeindungen floh er 1639 an die dänische Ritterakademie in Sorø, wo er als Professor der Geographie und Chronologie, später auch der Eloquenz und Logik tätig war. 1645 besuchte er Jan Amos Comenius in Elbing. Ein Jahr darauf wurde er Professor in Danzig. Am 5. Juni 1652 legte er seine Schulverbesserungsvorschläge unter dem Titel Modus informandi dem Kurfürsten von Sachsen vor. Seine Reformbestrebungen stießen jedoch auf Ablehnung der traditionalistisch gesinnten Gutachter in Leipzig und Wittenberg, und so folgte er 1654 der Berufung des Großen Kurfürsten nach Berlin, der ihn 1658/69 zum kurfürstlichen Bibliothekar bestellte. 1661 wurde die von Raue geleitete Bibliothek der öffentlichen Benutzung zugänglich. Nach verschiedenen Katalogen der gedruckten Bücher seit 1660, verfasste er 1668 auch den ersten Katalog der Handschriften, die hier ihrer Aufstellung in Repositorien folgend beschrieben wurden.

## Werke
- Invitatio ad sacrae eloquentiae studium, Ecclesiae Dei praecipue & nunc quidem maxime necessarium. Rostock 1636 (Digitalisat).
- Prior fundamentalis controversia pro logica novissima. Addita sunt & labyrinthus logicorum circa hanc praecipue materiam, & filum Ariadnaeum. Aristarchus seorsim editur. Rostock 1638 (Digitalisat).
- Kurtzer Bericht/ Welcher massen die von M. Johanne Bunone angelegte Grammatica, Damit Er in Fabeln und Mährlein die Regulas und Exempla der Jugend innerhalb 2 Monathen mit grosser Lust/ vollkömmlich/ und auch zugleich fest einbilden kan/ Recht und wol gegründet sey. Danzig 1649 (Digitalisat).
- Catalogus Manuscriptorum Bibliothecae Electoralis Brandenburgensis Coloniensis anno M.DC.LXVIII., 1668 (jedoch mit Ergänzungen aus den nachfolgenden Jahrzehnten), Staatsbibliothek zu Berlin, Ms. Cat. A 465 (Digitalisat); Edition in Winter 2018, s. u.
- Für einige kleinere Werke, zumeist Gelegenheitsschriften, siehe das Verzeichnis der im deutschen Sprachraum erschienenen Drucke des 17. Jahrhunderts (VD17).